# Inquisitor latiriformis
Inquisitor latiriformis é uma espécie de gastrópode do gênero Inquisitor, pertencente a família Pseudomelatomidae.